# 푸마르산
푸마르산(영어: fumaric acid)은 화학식이 HO2CCH=CHCO2H인 유기산이다. 진핵생물에서 푸마르산은 전자전달계의 석신산 탈수소효소에 의해 석신산으로부터 생성된다. 푸마르산은 불포화 다이카복실산의 2가지 이성질체 중 하나이며, 다른 하나는 말레산이다. 푸마르산은 말레산의 기하 이성질체로 고체 유기산 중 가격이 저렴하고 그 효과가 커서 가장 경제적인 산으로 알려져 있다. 주로, 신맛을 내는 식품 첨가물, 식품 보존제, 가소제, 불포화 에스터(에스테르) 수지, 알키드 수지 등을 생산하는데 사용되며, 식품 첨가물로 사용할 때는 청량 음료나 과일 통조림에 시트르산, 타타르산과 함께 사용한다. 비흡습성이라 분말식품에 사용하면 효과적이고, 물에 용해도가 낮아 분말주스의 발포제로 사용하면 기포 지속성을 높이는 데 도움이 된다. 포화수용액에서 pH는 2.2~2.7이다. 푸마르산에서 카복시기는 트랜스이고, 말레산에서는 시스이다. 푸마르산은 과일과 비슷한 맛을 가지고 있다.
푸마르산의 염 및 에스터는 푸마레이트(영어: fumarate) 또는 푸마르산염으로 알려져 있다. 또한 푸마르산은 C4H2O42− 이온을 나타내기도 한다.

## 이용

### 식품
푸마르산은 1946년부터 식품 산미료로 사용되어 왔다. 푸마르산은 유럽 연합, 미국, 오스트레일리아, 뉴질랜드에서 식품 첨가물로 사용하도록 승인되었다. 식품 첨가물로서 푸마르산은 산도 조절제로 사용되며, E 번호는 E297이다. 일반적으로 푸마르산은 요구 사항이 순도와 관련있는 음료 및 베이킹파우더에 사용된다. 푸마르산은 토르티야를 만들 때 식품 보존료로 사용되고, 발효시 산으로 사용된다. 신맛을 증가시키기 위해 말산을 사용하는 것과 마찬가지로 푸마르산은 타타르산 및 시트르산의 대체제로 사용되며 푸마르산 1g 당 약 1.5g의 시트르산의 비율로 사용된다. 푸마르산은 "소금 및 식초" 맛 감자칩과 같은 일부 인공 식초 맛의 구성 요소일 뿐만 아니라 스토브톱 푸딩 믹스의 응고제로도 사용된다.

### 의약품
재발-완화성 다발성 경화증 환자의 임상 3상 시험에서 다이메틸 푸마레이트(BG-12, Biogen)는 병의 재발 및 장애 진행을 유의미하게 감소시켰다. 그것은 산화적 스트레스의 세포 독성 효과에 대한 일차적인 세포 방어작용인 Nrf2 항산화 반응 경로를 활성화시킨다.

#### 건선
다양한 푸마르산 에스터(에스테르)는 건선 치료에 대한 특정 효과를 담당하는 특이적 면역 조절(각각 면역억제를 조절함) 특성을 가지고 있다. 독일, 오스트리아 및 베네룩스 3국에서는 푸마르산으로부터 유도된 물질을 이러한 목적으로 반세기 동안 사용하였다. 푸마르산 에스터는 특정 효과가 있는 것처럼 보이지만(많은 연구들에서 효과를 확인했다) 건선 치료에서 푸마르산 에스터의 효과에 대한 더 나은 증거를 제공하기 위해서 통계적으로 더 강력한 연구가 필요하다. 이러한 연구는 미래에 어떤 건선 변이형(과정의 관점에서 환자의 면역학적 프로파일 등)이 푸마르산 에스터로 치료하기에 더 적합한지를 판단하는데에 도움을 줄 것이다.
푸마르산은 Fumaria officinalis라고 불리는 허브에 자연적으로 존재한다. 이 허브의 상단은 건선을 포함한 다양한 피부 질환을 치료하는데 사용된다. 이 허브를 사용한 목욕법은 수 세기 동안 사용되어 왔다. 현재 이러한 목욕법(일반의 또는 피부과 전문의와 상담한 후에)은 기본적인 치료를 위한 보조적인 요법으로 사용된다.

### 기타 이용
푸마르산은 폴리에스터 수지 및 다가 알코올의 제조 및 염료의 매염제로 사용된다. 21세기 초반부터, 푸마르산으로 제조한 금속 유기 구조체는 다른 금속 유기 구조체보다 독성이 낮고 흡착력이 뛰어나며 기계적인 특성이 우수해서 상용화된 최초의 금속 유기 구조체를 합성하는데 사용되었다.

## 안전성
푸마르산은 부분 연소시 자극성의 말레산 무수물로 전환된다.
푸마르산은 실질적으로 비독성이지만, 높은 용량을 장기간 복용하면 콩팥 독성을 일으킬 수 있다.

## 화학
푸마르산은 석신산으로부터 최초로 제조되었다. 전통적인 합성 방법은 바나듐계 촉매의 존재 하에 염소산 나트륨을 사용하여 푸르푸랄(옥수수 가공 과정에서)의 산화를 포함한다. 현재 푸마르산의 산업적인 합성은 대부분 pH가 낮은 수용액에서 말레산의 촉매적인 이성질화에 기초한다. 말레산은 벤젠 또는 뷰테인의 촉매 산화에 의해 생산된 말레산 무수물의 가수분해 생성물로 대량 이용이 가능하다.
푸마르산의 화학적 특성은 푸마르산을 구성하는 작용기로부터 예상할 수 있다. 푸마르산은 다이에스터(다이에스테르)를 형성하고, 탄소 원자 간의 이중결합을 가지고 있는, 우수한 친다이엔체이다.
푸마르산은 말레산이 봄베 열량계에서 서서히 연소되는 조건에서도 연소되지 않는다. 시스 이성질체와 트랜스 이성질체 사이의 에너지 차이를 측정하도록 설계된 실험의 경우 측정된 탄소의 양은 대상 화합물 및 차이로 계산된 연소 엔탈피를 사용하여 구할 수 있다.

## 생화학
푸마르산은 Fumaria officinalis, Boletus fomentarius var. pseudo-igniarius, 지의류, 아이슬란드 이끼에서 발견된다.
푸마르산은 음식물로부터 ATP 형태의 에너지를 생성하기 위해 세포가 사용하는 시트르산 회로의 중간생성물이다. 석신산 탈수소효소에 의해 석신산이 산화되어 푸마르산이 생성된다. 그런 다음 푸마르산은 푸마레이스에 의해 말산으로 전환된다.
사람의 피부는 햇빛에 노출되면 자연적으로 푸마르산을 생성한다.
또한 푸마르산은 요소 회로의 생성물이기도한데, 따라서 푸마르산은 시트르산 회로와 요소 회로의 연결고리이다.

## 같이 보기
- 광합성
- 말레산, 푸마르산의 시스 이성질체